# Комиссия по устройству казарм
Коми́ссия по устро́йству каза́рм при Вое́нном сове́те Росси́йской импе́рии — особый орган управления осуществляющий общее руководство постройкой казарм для войск Русской императорской армии, комиссия имела все права главного управления Военного министерства.

## История создания
8 декабря 1882 года по инициативе военного министра П. С. Ванновского при Военном совете была образована особая Комиссия по устройству казарм. Комиссия была образована для руководства постройкой казарм для войск Русской императорской армии, а также для пересмотра (при участии представителей других ведомств) специального законодательства по возведению казарм городами, земствами и частными предпринимателями в части производства, строительства и расходования ссуд из особого капитала для устройства казарм.

## Структура и основная деятельность
Комиссия действовала на правах главного управления Военного министерства, а председатель Комиссии, назначенный из членов Военного совета, действовал на правах начальника главного управления. Комиссия состояла из членов Общего присутствия и Канцелярии. В состав комиссии входила канцелярия, состоящая в ведении управляющего, который также управлял делами Общего присутствия. К функции отдела Общего присутствия относились: рассмотрение и утверждение чертежей, проектов и смет постройки казарменных сооружений по распоряжению войскового начальства; определение условий производства таковой постройки в административном, финансовом, хозяйственном и отчётном отношениях; утверждение и издание инструкций и указаний по вопросам строительства; разрешение на ассигнование из выделенных в ведение комиссии денежных кредитов и других сумм на постройку казарм. В 1889 году на Комиссию было возложено сооружение стратегических шоссейных дорог в западном пограничном пространстве — в Варшавском, Виленском и Киевском военных округах. Под руководством Комиссии в войсках военных округов были созданы войсковые строительные комиссии.
Ввиду доказанной многолетним опытом эффективности работы Комиссии по устройству казарм, 1 января 1911 года она была преобразована в самостоятельный Главный комитет по устройству казарм, в ведение которого была передана постройка всех не оборонительных сооружений. С 1912 года на его основе было создано Главное управление по квартирному довольствию войск. Начальник этого управления одновременно являлся председателем Комиссии по устройству казарм. Военный министр А. Ф. Редигер так оценивал деятельность Комиссии:

Ванновский, видя, что работы, производимые военными инженерами «обходятся дорого», образовал в виде опыта небольшую комиссию при Военном совете для постройки казарм. Деятельность её вначале была ограничена, состав небольшой и делопроизводителем её был назначен капитан артиллерии Гаусман … Наилучшей гарантией доброкачественности работ Комиссии являлось то, что она готовые свои работы принимала в дальнейшее ведение. Очевидно, что работа Комиссии с самого начала была поставлена правильно и так же велась и дальше при всё расширявшемся круге её ведения, невзирая на довольно частую смену её председателей, избиравшихся из членов Военного совета, людей уже пожилых, и на перемены в составе её членов. Я не знаю, кто в самом начале наладил работу Комиссии, но знаю, что впоследствии Гаусман являлся душой Комиссии

## Сотрудники Комиссии

### Председатели
- генерал от инфантерии Своев, Владимир Никитич (8.12.1882—7.02.1886 гг.);
- генерал от инфантерии Бистром, Родриг Григорьевич (15.02.1886—20.12.1886);
- генерал от инфантерии Никитин, Александр Павлович (21.12.1886—23.11.1891 гг.);
- генерал от инфантерии Колпаковский, Герасим Алексеевич (9.12.1891—23.04.1896 гг.);
- генерал от инфантерии Алхазов, Яков Кайхосрович (11.09.1896—3.11.1896 гг.);
- генерал от инфантерии Цытович, Эраст Степанович (27.12.1896—27.01.1898 гг.);
- генерал от инфантерии Зверев, Николай Яковлевич (11.03.1898—22.05.1907 гг.);
- генерал от кавалерии Бильдерлинг, Александр Александрович (5.07.1907—1.02.1911 гг.);
- генерал от артиллерии Гаусман, Иосиф Карлович (2.02.1911—25.08.1912 и 25.08.1912—1917 гг.)[3]

### Члены
- генерал от артиллерии Солтанов, Павел Алексеевич (1882—1910)[6]
- генерал-лейтенант Паукер, Герман Егорович (1882—1889)[7]
- генерал-лейтенант Штальман, Николай Корнилович (1888—1896)
- генерал-лейтенант Писаревский, Николай Петрович (1890—1899)[8]
- тайный советник Волков, Павел Николаевич (1884—1916)[8]
- тайный советник Соколов, Доримедонт Доримедонтович (1890—1896)[8]
- тайный советник Китнер, Иероним Севастьянович (1890—1912)[9][10]
- тайный советник Зброжек, Фёдор Григорьевич (на 1900)[11]
- инженер-генерал Веденяпин, Александр Алексеевич (1906—1912)[10][6]
- генерал-лейтенант Мясковский, Яков Константинович (1907—1912)[10][6]
- генерал-лейтенант Баумгартен, Карл Фёдорович (на 1907)[6]
- тайный советник Скипетров, Михаил Иванович (на 1907)[6]
- тайный советник Косяков, Василий Антонович (на 1912)[10]
- генерал-майор Беляев, Михаил Алексеевич (1910—1912)[10][12]
- генерал-лейтенант Стаценко, Вадим Платонович (1912—1917)[10]
- генерал-лейтенант Кирпичёв, Нил Львович (на 1912)[10]
- генерал-лейтенант Леопольд, Константин Иванович (на 1912)[10]